# Гавана (порода кроликов)
Гавана (англ. havanas) — порода кроликов мясо-шкуркового направления.

## История
В 1898 году порода кроликов гавана впервые выведена в Нидерландах; представлена в 1900 году. Эта порода выведена недалеко от города Утрехт в Голландии на основе кроликов голландской пятнистой породы, является наследственной по отношению к нескольким другим, включая Марбургскую фею («Фи де Марбург» от нем. Fee de Marbourg, буквально — «Фея из Марбурга»), Perlefee и Gris Perle de Hal.

## Описание

### Конституция
Тело сжато по длине, компактное, с хорошими пропорциями; передняя часть туловища чуть приподнята; шея короткая; уши волосатые длиной 10-12 см; грудь широкая. Глаза коричневые с красным оттенком; когти тёмно-рогового цвета.
Изначально маленькие (2-3 кг), ради их ценного меха и мяса в 1918 в Англии смогли увеличить их массу до 3,2 кг и более. Сейчас средняя живая масса производственных кроликов породы «Гавана» — 3,5 кг.

### Мех, шкурка
Волосяной покров имеет густую подпушь насыщенного голубого цвета и эластичную ость длиной 3 см. Кроющие волосы спины насыщенного тёмно-коричневого цвета, блестящие; на животе и груди с матовым оттенком. Покровная окраска равномерная на всех участках тела. Код цвета — CCbbDDEEaa, ABcDg (немецкий код) или abCDE (английский код).
Порода гавана признана Американской ассоциацией кролиководов в пяти цветовых вариантах: шоколадный, сиреневый, чёрный, синий и смешанный.